# Proctacanthus nearno
Proctacanthus nearno là một loài ruồi trong họ Asilidae. Proctacanthus nearno được Martin miêu tả năm 1962. Loài này phân bố ở vùng Tân Bắc giới.